# Johnny Bekaert
Johnny Bekaert (Kortrijk, 21 maart 1949) is een Belgisch grafisch ontwerper (van logo’s en lettertypes) en illustrator.

## Werk
Johnny Bekaert volgde de opleiding binnenhuisarchitectuur aan het Sint-Lucas Instituut te Gent. Hij publiceerde cartoons in Knack en Trends, sociaal-politieke tijdschriften Anti-Rouille, Sud (F), Foert, Pour (B), Rebus Urzica (Rom), Brodolom (Yug.) en De Standaard.
Hij werkte als grafisch ontwerper voor AGL (Graphic Arts Lafitte) in Montpellier. In 1984 was hij mede-oprichter van Scritto, een Gents grafisch bureau, dat hij in 1995 verliet. Sindsdien is hij zelfstandig grafisch ontwerper.  Zijn ontwerpen zijn gepubliceerd in designtijdschriften als het Duitse Novum en Franse Étapes Graphiques, evenals in designbooks in de Verenigde Staten, Spanje, Japan, Rusland, Frankrijk, Roemenië, Duitsland, Bosnië, Mexico, Finland, Tsjechië, Italië, Brazilië en Zuid-Korea.
Sinds 2009 is hij, met Michel Michiels, mede-organisator van grafische tentoonstellingen in het ‘Huis van het Beeld / Maison de l’Image’ te Brussel, waaronder Bibendum & Co (reclamemascottes) in 2009, Typo (Lettertypes en typografie) in 2013, Pen Is Art (Het mannelijk orgaan) in 2015 en Music Graphics 2 (karikaturen muzikanten) in 2022. Hetzelfde ‘Huis van het Beeld / Maison de l’Image’ toonde in 2018 met een retrospectieve tentoonstelling de 30 lettertypes die hij creëerde tussen 1972 en 2018.
In 2009 werden zeven door hem ontwikkelde lettertypes (Blind Liddy, Cakewalk, Gasbangers, Plowboys, Theo & Phil, Zulma) opgenomen in A Homage to Typography. In 2011 werd de totaliteit van zijn tekenwerk (2004-2012) uitgegeven in het Braziliaans door Mito Design, Illustraçao Psicopata. In 2012 werden er 36 logo's die hij heeft gemaakt opgenomen in Logos 1 - Bright Ideas in Logo Design from Around the World, samengesteld door David E. Carter, Bright Books (VS).
In 2018 ontwierp Bekaert een logo en grafisch charter voor Université Polytechnique Hauts-de-France. Hij startte in hetzelfde jaar met de uitgeverij Poespa Producties, gericht op boeken die te maken hebben met design en kunst, en/of betrekking hebben op Gent.

## Prijzen
- 1971 ‘Speciale Persprijs’ te Beringen
- 1976 ‘Prix Nicolas Goujon’ te Parijs[1]
- 1980 ‘Prezzo Quadragonodoro’ te Conegliano (It)
- 1981 Bronzen medaille op de ‘Biennial for Graphic Design’ te Brno (CSSR)
- 1982 ‘Prezzo Il Vela’ te Pescara (It)
- 2011 'Choice of the Jury' in Letterhead+Logo Design 12, Ed. Rockport Publishers Massachusetts - USA

- Bibliothèque nationale de France: cb16219603d (data)
- Gemeinsame Normdatei: 1175106542
- International Standard Name Identifier: 0000 0003 6344 6360
- Library of Congress Control Number: no2013022537
- Système universitaire de documentation: 147054176
- Virtual International Authority File: 226418986
- WorldCat: E39PBJdrPg3YQkHPWMHB7fPqQq